# Habsburg–Lotaringiai László főherceg
Habsburg–Lotaringiai László Fülöp Mária Vince főherceg, teljes német nevén Ladislaus Philipp Maria Vincenz von Österreich, (Alcsút, 1875. július 16. – Budapest, 1895. szeptember 6.), József nádor unokája, a Habsburg–Lotaringiai-ház ún. magyar vagy nádori ágából származó főherceg, az Aranygyapjas rend lovagja. Magyar főúri körökben nagy népszerűségnek örvendett, „a Palatinus Jóska fia, a Palatinus Laci.” Vadászbaleset következtében hunyt el 20 éves korában.

## Élete

### Származás, ifjúsága

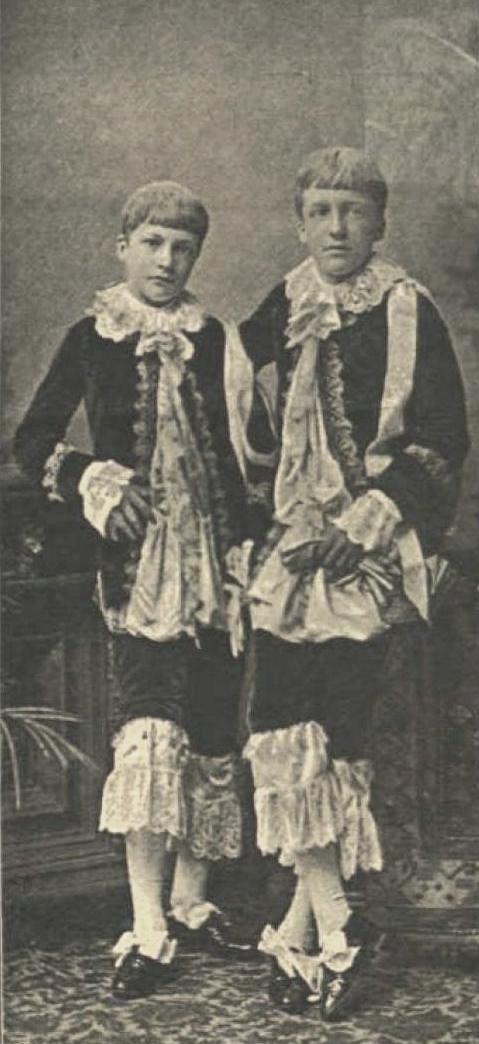
A főhercegi pár két fia: József és László, 1888. február 14-én, Mária Valéria főhercegnő farsangi bálján rokokó jelmezben

Édesapja Habsburg–Lotaringiai József Károly Lajos főherceg, lovassági tábornok (1833–1905) volt, a magyar honvédség főparancsnoka, József nádor (1776–1847) fia, István nádor (1817–1867) testvéröccse. László főherceg nagyapja és nagybátyja is a Magyar Királyság utolsó nádorai voltak. Dédapja II. Lipót német-római császár, magyar és cseh király volt.
László főherceg édesanyja Szász–Coburg–Koháry Klotild Mária Adél Amália hercegnő (1846–1927) volt, I. Lajos Fülöp francia király unokája, aki a Szász–Coburg–Gothai hercegi dinasztia magyar ágából származott.
A szülők házasságából hét gyermek született, ötödikként László főherceg, a második fiú:
- Erzsébet (Linz, 1865. március 18. – 1866. január 7.), meghalt kisgyermekként.
- Mária Dorottya Amália főhercegnő (Alcsút, 1867. június 14. – Alcsút, 1932), aki 1896. november 5-én férjhez ment Fülöp orléans-i herceghez.
- Margit Klementina Mária (Alcsút, 1870. július 6. – Regensburg, 1955), aki 1890. július 15-én férjhez ment Thurn und Taxis Albert herceghez, Erzsébet királyné nővérének fiához.
- József főherceg, magyar kormányzó, tábornagy (1872–1962).
- László Fülöp Mária Vince főherceg (1875–1895),
- Erzsébet Henrietta Klotild Mária Viktória főhercegnő (Alcsút, 1883. március 9. – Regensburg, 1958).
- Klotild Mária Rainera Amália Filoména főhercegnő (Fiume, 1884. május 9. – Alcsút, 1903. december 14.), fiatalon meghalt.

1875-ben született a család alcsúti kastélyában, ahol gyermekkorának nagy részét töltötte. Nevét a magyar László királyok után kapta. Testvéreihez hasonlóan elemi iskolai és középiskolai tanulmányait a szülői háznál végezte Holdházy János felügyelete alatt, azonban érettségi vizsgáját a győri főgimnázium bencés tanárai előtt tette le. A gimnázium elvégzése után, 1892-ben a Ludovika Akadémia növendéke lett, ahol többek között megismerkedett a gyalogsági, a lovassági és a tüzérségi fegyvernemekkel, valamint vívást, történelmet, katonai földrajzot, illetve német, francia és magyar nyelvet tanult, a magyar nyelvre Pokorny budapesti főgimnáziumi tanár tanította. Gyakorlati katonai kiképzését a honvédségnél nyerte. A tiszti vizsga letétele után hadnagyi kinevezést kapott és a győri magyar gyalogezredhez osztották be szolgálattételre.
Szívesen foglalkozott természettudományokkal, különösen növénytanból rendelkezett alapos ismeretekkel.
Jókai így ír a fiatal László főhercegről Életemből című írásában: „A kis László főherceg, amennyire elválhatatlan jó pajtása három évvel idősb testvérének, amily benső szeretettel ragaszkodik hozzá, oly ellentéte bátyjának. Modora népszerű, fesztelen, semmi korlátot nem tűrő; merő pajzánság, csupa elevenség egész a féktelenségig. Egy helyben ülni, no, arra ugyan nem képes. Számára nem létezik fa elég magas, árok elég széles, folyton ugrál, szaladgál, s vidám zajától egész nap visszhangzik a tágas kastély s a még nagyobb kert. Van is ám dolguk tanítóinak, őt megfékezni. Hanem azért arany jó szív. Önzetlen egész a magáról megfeledkezésig. Apró ötleteivel, melyekben kifogyhatatlan, gyermeteg élceivel az egész főúri társaságot mulattatja. Ha huszár nem lesz belőle, hát akkor semmi sem! Bátyja ellenkezőleg már most is egy kis államférfiú.”

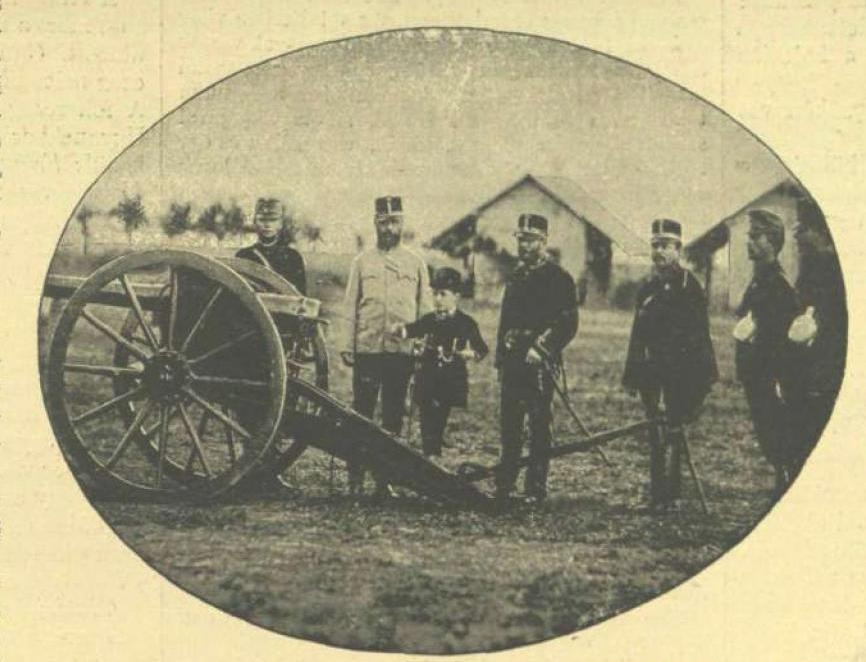
Pécsi hadgyakorlat
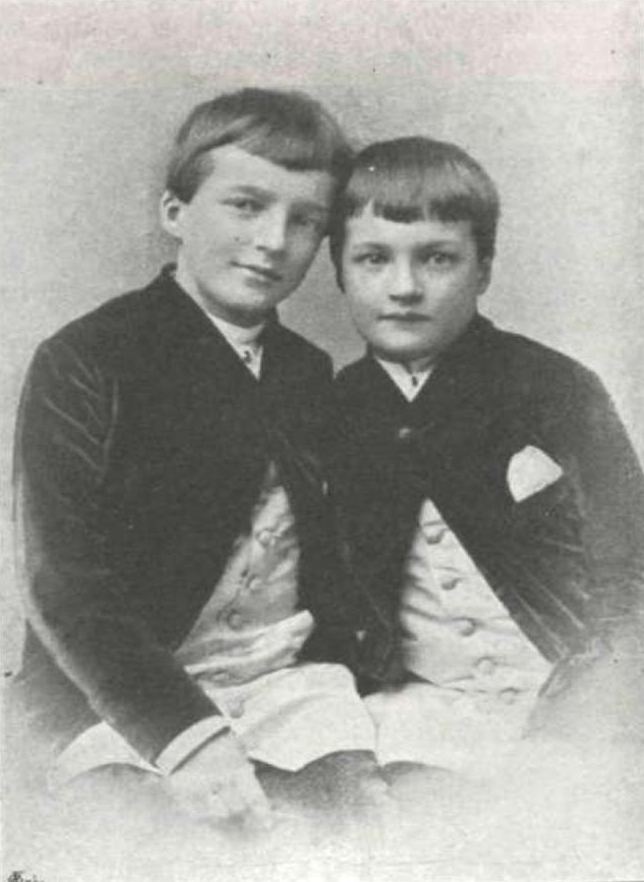
Testvérével, József Ágosttal
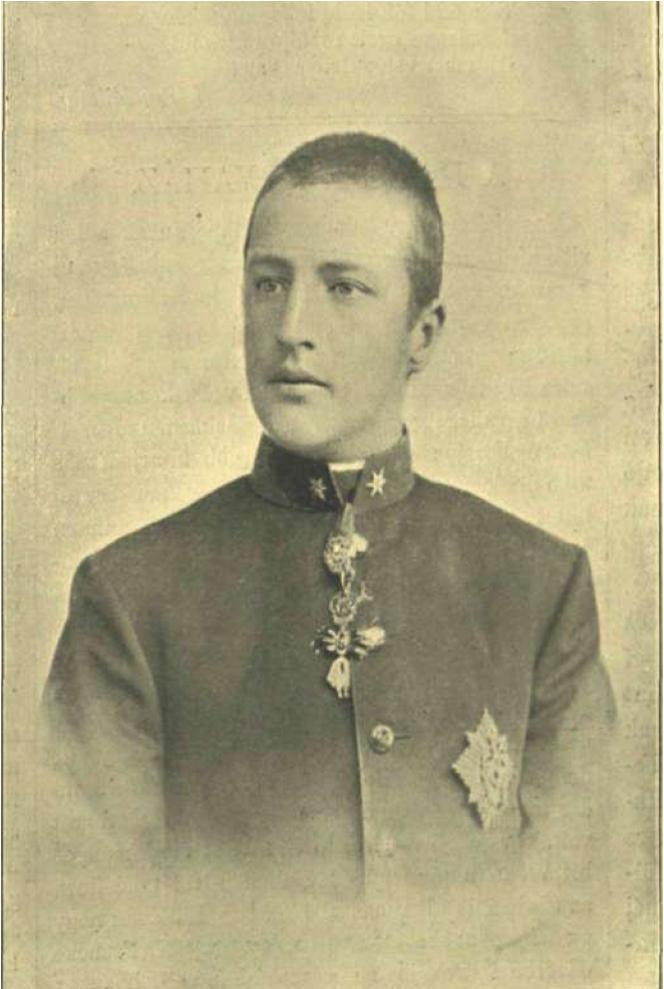
László főherceg
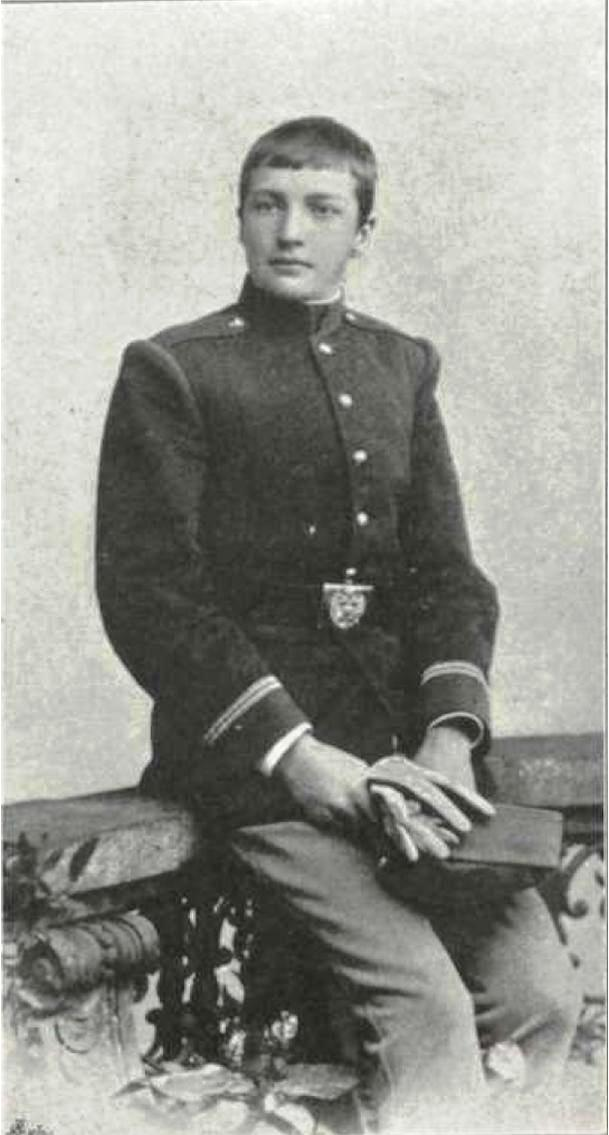
A főherceg 1893-ban
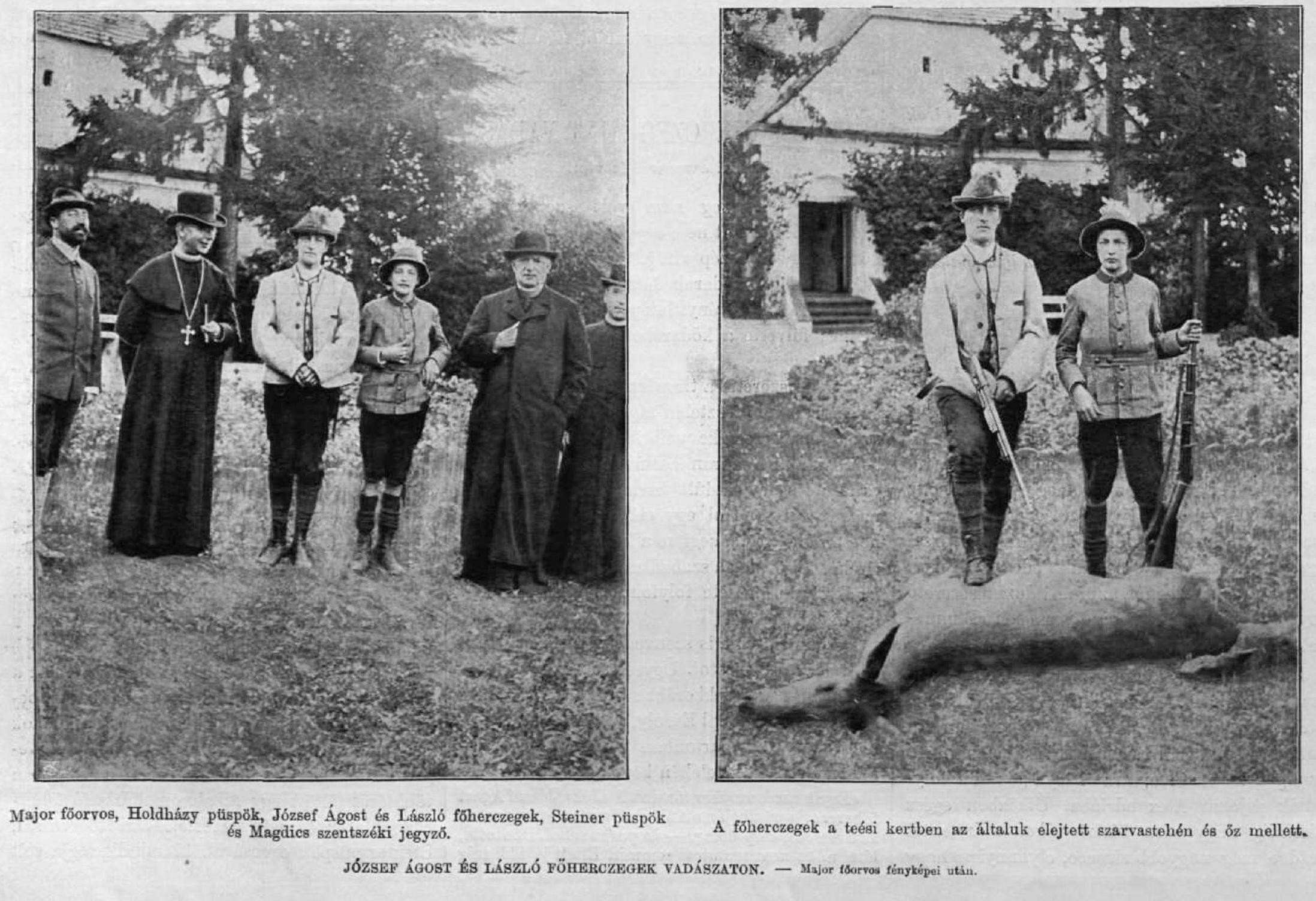
Testvérével egy vadászaton

### Halála, temetése
László főherceg, amikor tehette, szívesen vadászott. 1895. szeptember elején Kisjenőre utazott, édesapjának Arad megyei uradalmára. Szeptember 2-án kíséretével, Libits Adolf királyi tanácsossal és Szkallák erdésszel, Frank erdésszel és Marék intézővel vadászni indult az ágyai erdőbe, ahol egy vadmacskát lőtt, amely azonban menekülni próbált. A főherceg a puskatussal akarta leütni, de fegyvere elsült, és a golyó a jobb combjába fúródott. A lövés után még pár lépést tudott tenni, majd összeesett, és pár percre eszméletét is elveszítette. Amíg a kocsira vártak, a főherceg egy cigarettát is elszívott. A sérültet bevitték a kisjenői kastélyba, sebeit bekötözték. Fájdalmai enyhítésére morfium injekciót kapott. Szüleit értesítették a balesetről, akik Janny Gyulával, a Vöröskereszt Egyesület kórházának főorvosával leutaztak fiukhoz. A főherceget Budapestre kellett szállítani, ehhez a magyar királyi államvasutak egészségügyi kocsiját vették igénybe. László főherceg szeptember 4-én érkezett meg Budapestre. A Vöröskereszt Egyleti Kórházába (a mai Sportkórház hátsó kapuja, Győri út 15.) vitték, és még aznap megműtötték. Másnap viszont az orvosok észrevették, hogy vérmérgezést kapott és sebe üszkösödni kezdett. A főherceg 6-án délelőtt, 10 óra 47 perckor meghalt.

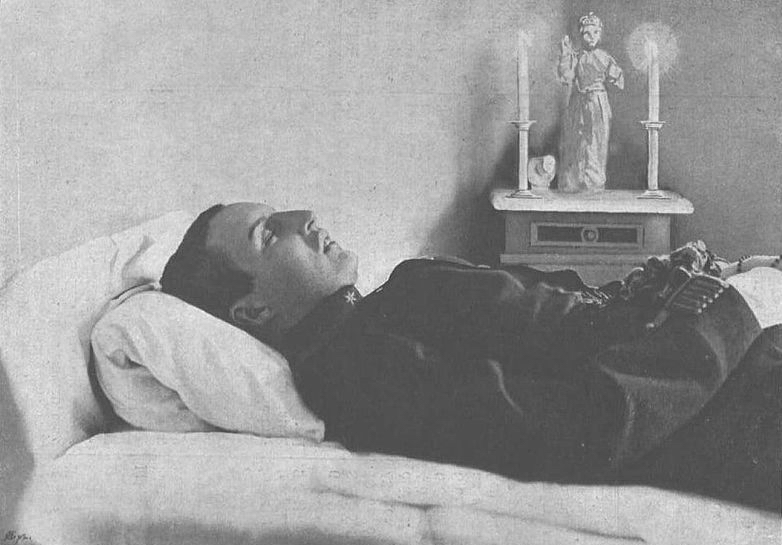
László főherceg a ravatalon

A halott főherceget hadnagyi egyenruhájába öltöztették, és kórházi ágyán ravatalozták fel. Szeptember 7-én a budai várba vitték, ahol a főhercegi palota első emeleti nagytermében ravatalozták fel. Érckoporsóját 10-én éjjel vitték át a Zsigmond kápolnába. Másnap délután 4 órakor a Budavári Palota nádori kriptájában helyezték örök nyugalomra. Síremléke ma is itt található.
Halála nem sokkal vizsgái letétele után következett be. Alig két hónappal korábban nyilvánították nagykorúvá, ennek révén felvették a főrendiház tagjai közé. Strobl Alajos elkészítette halotti maszkját is, amely később a márvány szarkofágján található sírszobra mintájául is szolgált.
Később olyan találgatások kaptak lábra, miszerint orvosai nem megfelelően kezelték. Pázmándy István többek között azt kifogásolta, hogy a sérültet sokat mozgatták, és kezelőorvosa helyett felkérhették volna dr. Kovács Józsefet, a lőtt sebek Európa-szerte elismert szakértőjét. László főherceg apjához is eljutottak ellentmondó álláspontok, és novemberben vizsgálatot rendelt el az ágyai erdőben.
A baleset pontos körülményeit nem sikerült biztonsággal tisztázni. A holttest orvosszakértői vizsgálata megállapította, hogy a sebből nem távolították el az összes csontszilánkot. A combcsont egyik, néhány cm-es darabja hiányzott, a főherceg édesanyja ennek egy ezüst ereklyetartót készíttetett. A combcsont súlyos roncsolása azt mutatta, hogy még ha a főherceg túl is éli a balesetet, jobb lábát sohasem tudta volna használni. A vizsgálat során nem találtak fémszilánkokat sem, ez megcáfolta a korabeli sajtóban a felrobbanó golyóról terjesztett elméleteket.

## Emléke
Thewrewk István életrajzi könyvet akart írni László főhercegről, de ebből csak egy rövid kivonat látott napvilágot 1896-ban, „László főherceg életéből” címmel, magyarul és németül.
Halálának első évfordulóján, szeptember 2-án avatták fel az ágyai erdőben felépített kápolnát. A felszentelést végző  plébános Oltványi Pál prépost volt; a megemlékezésen jelen volt László főherceg két testvére, József Ágost és Mária Dorottya is. Mária Dorottya az ágyai kápolnában és festményen örökítette meg testvére halálát. Erdőhegy községben utcát neveztek el róla, Fiume közelében László menhely néven gyermekmenhelyet alapítottak. Az Erzsébet Kórházban Strobl Alajos által készített márvány emléktáblát helyeztek el a főherceg tiszteletére.
Szintén 1896-ban került kiadásra Dr. Baján Mihály (Budapest-Szent István Társulat) László Főherceg élete és halála c. műve (64 l.)

## Külső hivatkozások
- Részletes orvosi leírás
- A főherceg arcmása szarkofáján
- Orvosszakértői képek
- A Zrínyi Miklós Nemzetvédelmi Egyetem honlapja.
- Jäger Albert: Megemlékezés László Főherczegről